# Essey-lès-Nancy
Essey-lès-Nancy é uma comuna francesa na região administrativa de Grande Leste, no departamento de Meurthe-et-Moselle. Estende-se por uma área de 5,745 km². Em 2010 a comuna tinha 9 006 habitantes (densidade: 1 567,6 hab./km²).